# Eduard Berraondo i Cavallé
Eduard Berraondo i Cavallé (Barcelona, 2 de juliol del 1956) és un periodista català.

## Biografia
Eduard Berraondo va estudiar ciències de la informació a la Universitat Autònoma de Barcelona. El seu primer treball com a professional va ser el 1976, en el periòdic esportiu 424, com a redactor de boxa. Aquest mateix any va iniciar la seva carrera televisiva al programa de Televisió Espanyola Polideportivo, presentat per Josep Fèlix Pons, i posteriorment va passar a formar part de l'equip de Sobre el terreno, presentat per Juan José Castillo.
El 1978 va entrar en el diari Sport com a cap de secció. El 1983 va ser nomenat cap d'esports de Catalunya Ràdio, on va romandre fins que va iniciar la seva marxa com a periodista esportiu a TV3, com a director d'esports dels informatius, presentador d'esports en l'informatiu TN vespre, i com a conductor i director de diferents programes com a Gol a Gol, Tot l'esport, Temps de neu i retransmissions de tennis, futbol americà, gimnàstica o waterpolo.
Com a periodista esportiu ha estat present en esdeveniments com els Jocs Olímpics, la Super Bowl, i tornejos de tennis com el Barcelona Open, el de Roland Garros, el de Wimbledon o la Copa Davis.
El 1991 va deixar temporalment la televisió per incorporar-se com a vicepresident en l'agència de comunicació Gene & Asociados, on va desenvolupar el projecte Barcelona Dragons i va realitzar la funció de cap de premsa del torneig Godó.
El 1993 va tornar a TV3 fins que, el 1998, es va incorporar en TVE per dirigir i presentar els programes Estadio 2 i Gol Nord. El 2000, es va incorporar com a director de La Tarda de COPE, fins a 2003, any en què va continuar amb el gènere magazine dirigint Les Tardes d'Onda Cero a Catalunya. El 2004 va treballar a Canal 50, i va ser responsable posterior del projecte Canal Català fins a 2008. El gener de 2008, va ser nomenat Conseller de Govern de la Corporació Catalana de Mitjans Audiovisuals, càrrec en el qual es va mantenir fins a abril de 2012.
El 2013 s'incorpora a l'empresa Intermedia. I un any més tard ingressa a El Punt Avui TV com a director i presentador del programa L'illa de Robinson.